# ناتاشا غريغسون فاغنر
ناتاشا غريغسون فاغنر (بالإنجليزية: Natasha Gregson Wagner)‏ وهي ممثلة أمريكية ولدت في يوم 29 سبتمبر 1970 في مدينة لوس أنجلوس في الولايات المتحدة وهي ابنة ريتشارد غريغسون و ناتالي وود وابنة أخت لانا وود.

## روابط خارجية
- ناتاشا غريغسون فاغنر على موقع IMDb (الإنجليزية)
- ناتاشا غريغسون فاغنر على موقع ميتاكريتيك (الإنجليزية)
- ناتاشا غريغسون فاغنر على موقع روتن توميتوز (الإنجليزية)
- ناتاشا غريغسون فاغنر على موقع قاعدة بيانات الأفلام العربية
- ناتاشا غريغسون فاغنر على موقع ألو سيني (الفرنسية)
- ناتاشا غريغسون فاغنر على موقع ميوزك برينز (الإنجليزية)
- ناتاشا غريغسون فاغنر على موقع أول موفي (الإنجليزية)
- ناتاشا غريغسون فاغنر على موقع قاعدة بيانات الأفلام السويدية (السويدية)
- ناتاشا غريغسون فاغنر على موقع إن إن دي بي (الإنجليزية)
- ناتاشا غريغسون فاغنر على موقع ديسكوغز (الإنجليزية)